# Prinz-Georg-Kaserne

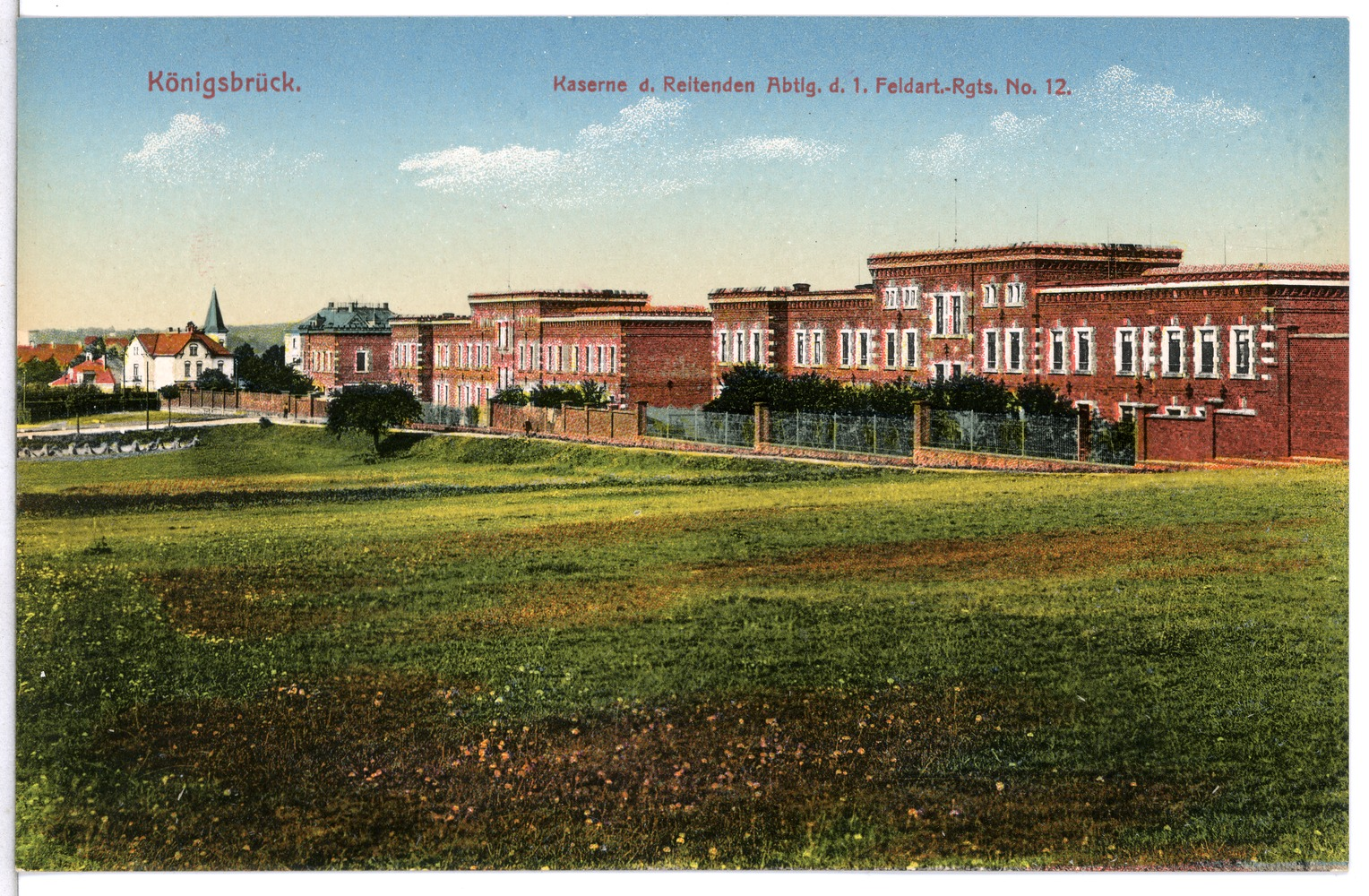
Prinz-Georg-Kaserne, 1911

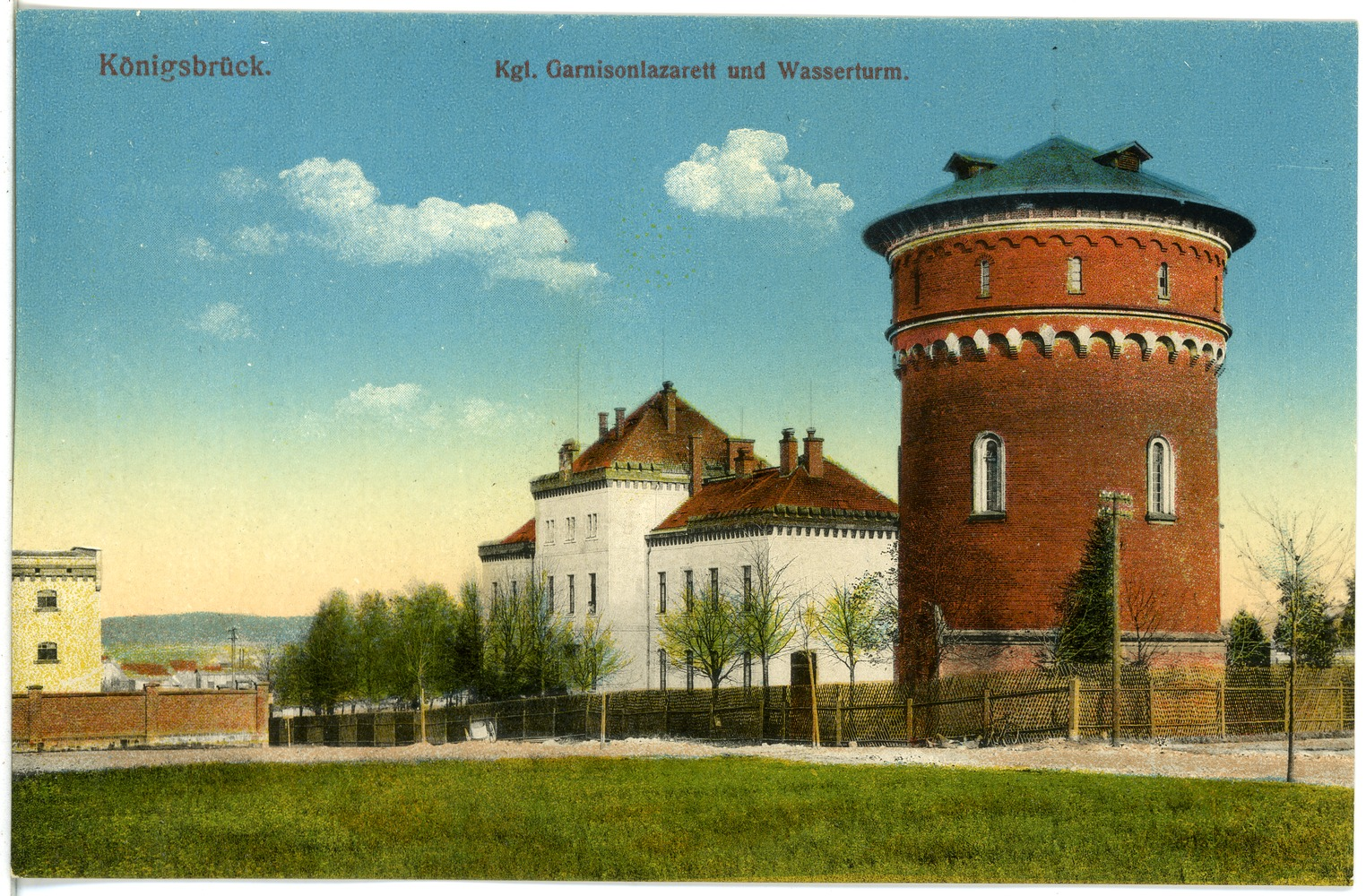
Garnisonslazarett und Wasserturm, 1915

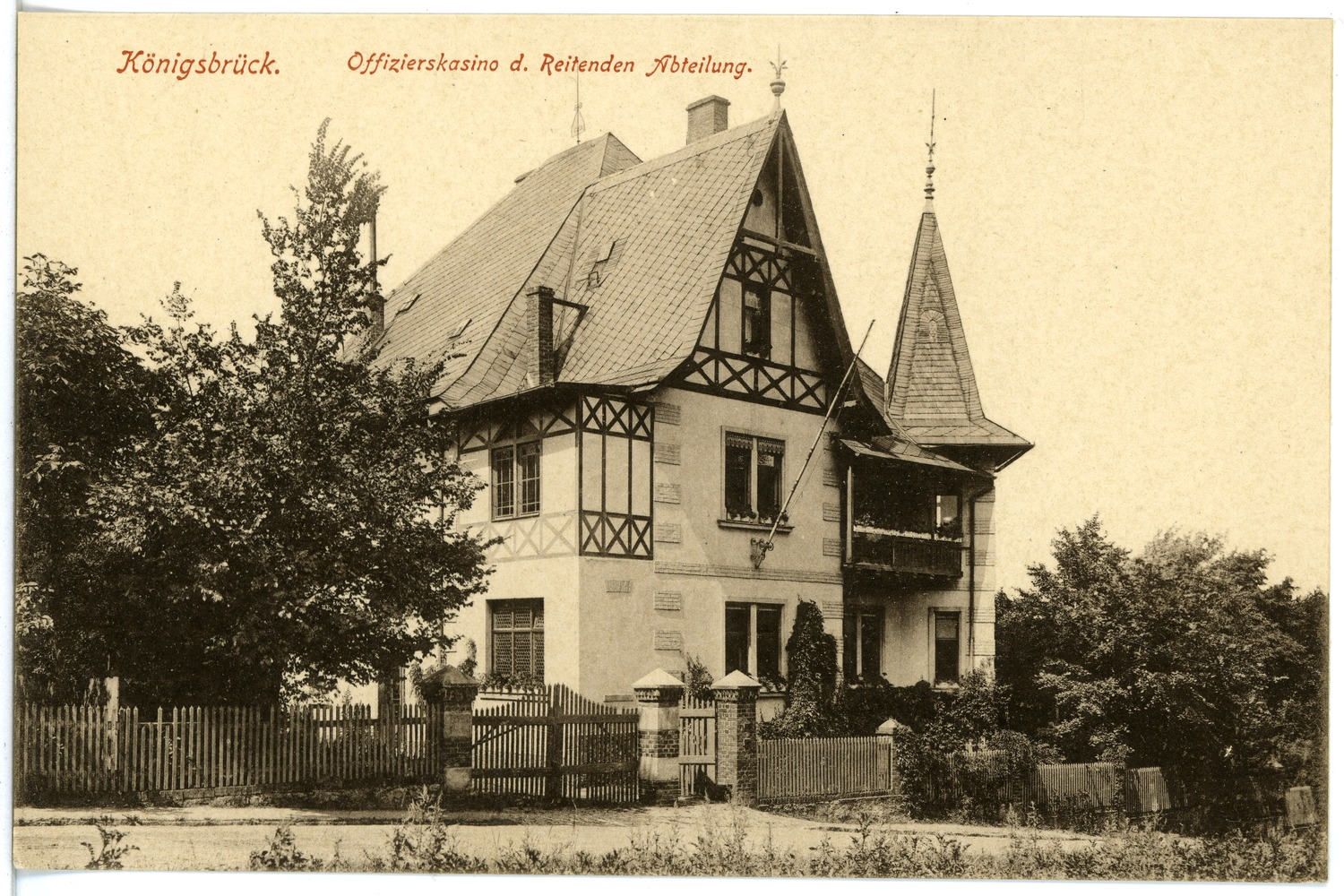
Offizierskasino der Reitenden Abteilung, 1914

Die Prinz-Georg-Kaserne war die zweite der in Königsbrück, Sachsen angelegten Kasernen. Das 13 ha große Areal wurde 1893–1895 als Garnisonsstandort für die Reitende Abteilung des Königlich Sächsischen 1. Feld-Artillerie-Regiment Nr. 12 errichtet, wodurch das Landstädtchen Königsbrück zur Garnisonsstadt aufstieg. Die Kaserne wurde bis 1992 militärisch genutzt, seit 1945 als Standort des 44. sowjetischen Gardepanzerregiments Suche Bator. Im Jahre 2005 wurde die Prinz-Georg-Kaserne abgerissen. An ihrer Stelle entstand 2009 der Helionpark „Prinz Georg“. Erhalten blieben einige Einzelgebäude am Rande des Areals, darunter die Kommandantur und der Wasserturm.

## Lage
Die Kaserne befand sich südlich des Bahnhofs Königsbrück im Karree zwischen der Bahnstrecke Dresden-Klotzsche–Straßgräbchen-Bernsdorf, der Höckendorfer Straße und dem Auberg (203 m). Nordwestlich liegt die Siedlung Neuer Anbau, östlich die Siedlung „Am Wasserturm“.

## Nutzung durch die Sächsische Armee
Als die Sächsische Armee 1892 in der Laußnitzer Heide bei Glauschnitz einen Infanterie-Gefechtsschießplatz und auf der Scheibe bei Stenz ein Barackenlager zu errichten begann, wurden weitere Pläne zur Verlegung einer reitenden Abteilung in ständiger Garnison nach Königsbrück entwickelt. Diese waren mit der Bedingung verbunden, dass die Stadtgemeinde dem sächsischen Fiskus dafür unentgeltlich einen Bauplatz für eine Kaserne mit Exerzierplatz zur Verfügung stellen sollte. Der Gedanke, dass das Landstädtchen damit zu einer königlichen Garnisonsstadt aufsteigen würde, veranlasste den Königsbrücker Rat, auf diese Forderung einzugehen. Als Bauplatz wurden im Einvernehmen mit dem Standesherrn Karl Robert Bruno Naumann zu Königsbrück die zur Meißner Lehnsflur gehörigen Felder hinter dem Königsbrücker Bahnhof am Nordhang des Auberges ausgewählt, auf denen bis dato nur eine Windmühle stand.
Bereits im September 1893 begannen an der Höckendorfer Straße die Bauarbeiten für die neue Kaserne. Die Gebäude des mit rechteckigem Grundriss angelegten Areals wurden um einen quadratischen Exerzierplatz als Zentrum angelegt. 1894 wurden die Arbeiten auch auf der anderen Seite der Höckendorfer Straße fortgesetzt; südöstlich der Kaserne entstanden auf dem Auberg ein Garnisonslazarett und ein Wasserturm, in der Aue wurde ein Wasserwerk gebaut.
Im Oktober 1893 wurde Königsbrück zur königlichen Garnisonsstadt erhoben. Noch vor dem Bezug der Prinz-Georg-Kaserne erhielt der 1893 aus der Gemeinde Stenz ausgegliederte Gutsbezirk „Schießplatz bei Königsbrück“ zum 1. April 1895 die neue Bezeichnung „Garnisionsverwaltung Königsbrück“. Am Tag darauf bezog die Reitende Abteilung des 1. Königlichen-Sächsischen Feld-Artillerie-Regimentes Nr. 12 ihren neuen Standort. Am 1. Mai 1906 feierte die Reitende Abteilung ihr 100-jähriges Bestehen.
Vor dem Ersten Weltkrieg begann eine Erweiterung des Areals nach Nordosten, 1914 wurde dort die Garnisonskirche geweiht und ein Jahr später das Pfarrhaus vollendet. Zwischen 1914 und 1916 entstand an der Eisenbahnstrecke das neue Kommandanturgebäude. Die Reitende Abteilung wurde am 4. August 1914, dem dritten Mobilmachungstag, mit der Eisenbahn an die Westfront gefahren. Nach dem Kriegsende bezog die Reitende Abteilung am 8. Dezember 1919 das als Kriegsgefangenenlager errichtete Neue Lager, einen Tag später wurde sie aufgelöst. In Königsbrück wurde das Grenzjäger-Artillerieregiment Nr. 12 stationiert.
1933 erfolgte die Verlegung der 2. Eskadron der Fahrabteilung 4 in die Prinz-Georg-Kaserne, um dort insgeheim Nebelwerfer zu testen. Die Eskadron wurde 1935 zur Nebelabteilung 1 umgewandelt. Die Garnisonskirche wurde 1934 zur katholischen Pfarrei Königsbrück erhoben.

## Nutzung durch die Sowjetarmee
1945 wurde die Prinz-Georg-Kaserne von der Roten Armee in Beschlag genommen. In der Kaserne wurde das zur 11. Garde-Panzerdivision Dresden-Klotzsche gehörige 44. Gardepanzerregiment Suche Bator stationiert, Teile des Regiments wurden im Alten Lager untergebracht. Den Speicher nutzte das 1073. Bataillon materielle Sicherstellung.
Nach der Wende in der DDR forderten Demonstranten am 5. Mai 1990 auf dem Königsbrücker Markt die Räumung des Truppenübungsplatzes und der anderen Kasernen durch die GSSD. Nachdem das Alte Lager im Dezember 1990 geräumt worden war, öffnete sich das Gardepanzerregiment „Suche Bator“ am 17. Februar 1991 in einem „Tag der offenen Tür“ ein einziges Mal der interessierten Bevölkerung. Im September 1992 begann die Räumung der Kaserne durch die GSSD, die Panzer wurden vom Bahnhof Königsbrück durch die Reichsbahn abtransportiert.

## Abbruch und Nachnutzung

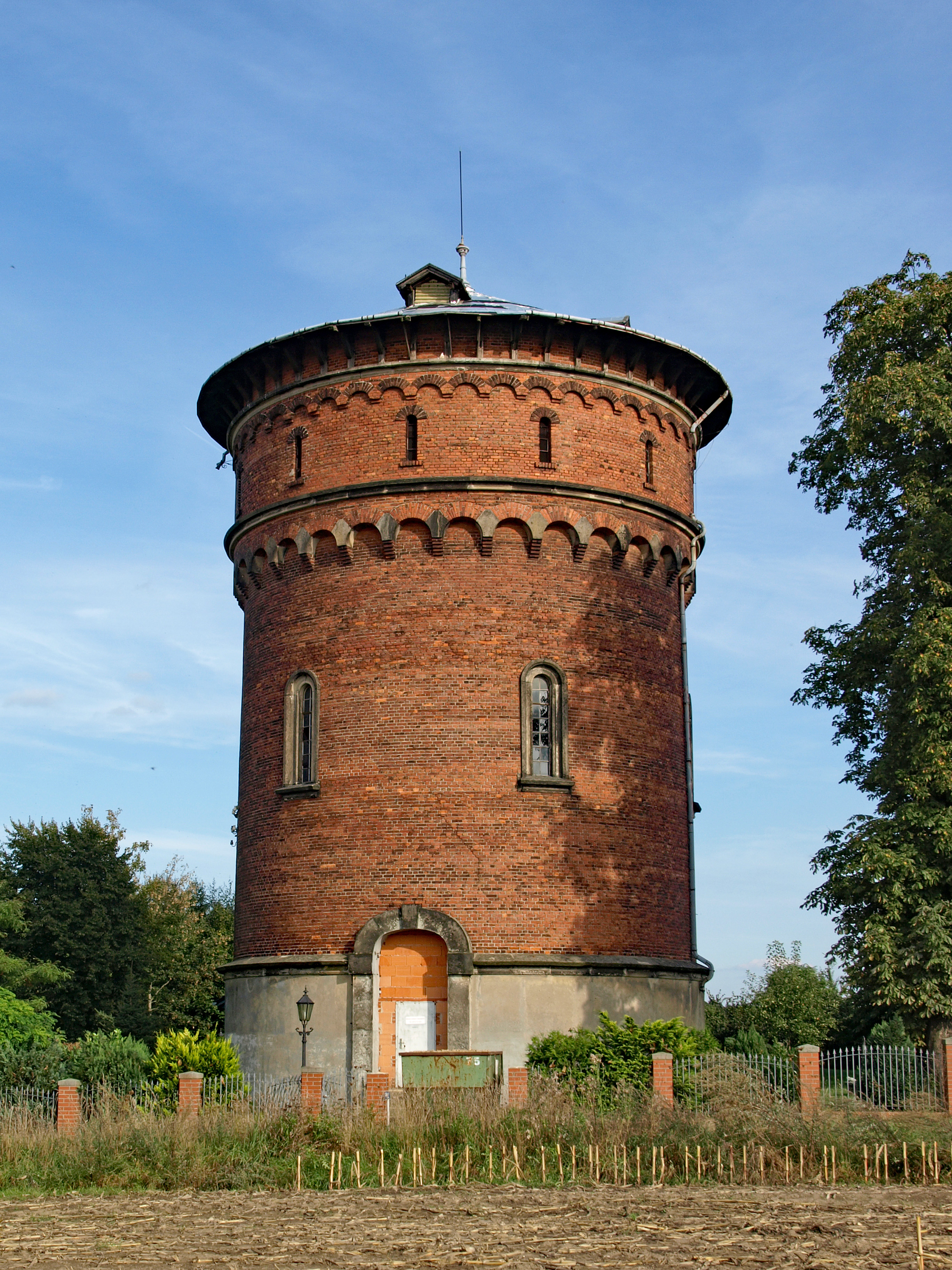
Wasserturm, 2016

Nach der 1992 erfolgten Übernahme der Immobilien durch den Freistaat Sachsen lag die Kasernenanlage an der Höckendorfer Straße lange Zeit brach.
Das Grundstück Höckendorfer Str. 11 mit dem Russenwohnblock erhielt die Stadt 1994 als Alteigentümer rückübertragen und ließ die Wohnanlage 1995 instand setzen und modernisieren. 1998 ließ die Oberfinanzdirektion Chemnitz die große kontaminierte Fläche hinter dem Lazarettgebäude für 300.000 DM sanieren. 2001 erfolgte der Verkauf der anschließenden nördlichen Flächen mit dem Wasserturm an einen Investor aus Königsbrück für den Bau eines Eigenheimes.
Die Prinz-Georg-Kaserne wurde im September 2003 durch den Freistaat Sachsen zum Abbruch versteigert und ging für 51.000 € an die KIB GmbH in Dresden. Der Erwerber teilte die Immobilie und verkaufte das nördliche Teilgrundstück mit den drei Gebäuden am Bahnhof, darunter der denkmalgeschützten Kommandantur an einen syrischen Architekten. Die übrigen Kasernengebäude wurden zwischen April und August 2005 durch die KIB oberflächlich abgerissen und für die Brachfläche ein Bebauungsplan zur Errichtung einer Photovoltaikanlage entwickelt. Danach verkaufte die KIB-Gruppe das B-Plan-Areal. 2006 ließ der Freistaat das Kohlenlager abreißen und den darunter liegenden Wehrmachtsbunker verfüllen. Realisiert wurde der Helionpark „Prinz Georg“ mit 27.000 chinesischen Modulen in den Jahren 2008–2009 durch die Firma Sonnenwerk GmbH für 15 Mio. Euro. Im Dezember 2009 ging der 120.000 m² große Solarpark mit einer Spitzenleistung von ca. 4,8 MWh in Betrieb, die Stromproduktion liegt bei ca. 4,3 Mio. kWh.
Erhalten blieben u. a. die marode Kommandantur, die Kreuzerhöhungskirche und der Wasserturm, die als Kulturdenkmale erfasst sind.